# Bankaby
Bankaby är en by i Ödeshögs kommun, Östergötland.
På gränsen mot Stavreberg ligger  före detta Lövsjön .
Här bedrevs torvbrytning på 1800-talet och det fanns en torvlada .
Det var fortfarande klarvatten långt in 1900-talet. Nu är sjön helt igenväxt och trädlös. 

## Torp
På gränsen mellan Bankaby och Harsbol låg Pettersburg på c:a 16 hektar. Här bodde "Stridapojkarna" . Bröderna Strid betonade att de bodde på en gård och inte ett torp . De kom via Amundeby från Björnseryd från början . David, Emil och Oskar var verkliga slitvargar och odlade allt som gick att odla. Oskar som var blind, blev sjuk och fick flytta. De andra båda bröderna hade dålig syn och dålig hörsel. Den mesta jorden som fanns var mossjord. 
Ett bråk mellan David och grannen Gilbert Danielsson i Harsbol slutade med skottlossning. David berättade efteråt: " Kula ho sitter här (pekade på huvudet) . Lever ja i möra (morgon) så träffas vi p& Hjässen och lever ja inte så ä ja dö".

En systerson, Kalle Strid, tog över efter bröderna. Han bodde här med hustru Dagmar och familj. Han jobbade på sågen i Tällekullen. Han jobbade också som skogshuggare ihop med huggarlag. Han köpte sig en Chevrolet i Tällekullen och körde i diket på premiärturen. Han hade inget körkort. Dessutom hade han problem med spriten. Kalle högg ner skogen och åkrarna förföll . Det blev för mycket för Emil, som tog sitt liv genom att gå ner sig i en damm.

## Anmärkningsvärt
Samuel Andersson byggde ett hus i Bankaby 1820. Ett träkors med följande inbrända inskrift hittades när det gamla huset revs på 60-talet: "Samuel Andersson lade första stocken till detta hus 1820" . På baksidan stod : "Herre Gud av nåde . Bevara detta hus från allsköns Våde".